# Aritmeticko-geometrický průměr
Aritmeticko-geometrický průměr je speciální průměr dvou nezáporných čísel, označovaný tradičně M(x,y) nebo AGM(x,y). Lze jej vyjádřit jen pomocí vyšších transcendentních funkcí.

## Definice
Definice aritmeticko-geometrického průměru užívá obvykle vyšší transcendentní funkce, limitu posloupnosti nebo určitý integrál, např.
{\displaystyle M(x,y)={\frac {\pi /2}{\int _{0}^{\infty }{\tfrac {dt}{\sqrt {(t^{2}+x^{2})(t^{2}+y^{2})}}}}}={\frac {\pi (x+y)}{4K({\tfrac {x-y}{x+y}})}}},
kde K je úplný eliptický integrál 1. druhu.

## Zavedení pomocí posloupností
A.-g. průměr lze snadno definovat (a výhodně počítat) jako (společnou) limitu následujících posloupností, definovaných rekurentními rovnicemi 1. řádu
{\displaystyle a_{n+1}={\frac {a_{n}+b_{n}}{2}},b_{n+1}={\sqrt {a_{n}b_{n}}};a_{0}=x,b_{0}=y}.

## Vlastnosti
Hodnota a.- g. průměru leží vždy mezi hodnotou aritmetického a geometrického průměru. Platí také
{\displaystyle M(x,y)=M({\tfrac {x+y}{2}},{\sqrt {xy}})=M(A(x,y),G(x,y))},
což nejlépe vyplývá z definice pomocí posloupností.

## Použití
Používá se k vyčíslení hodnot jiných transcendentních funkcí jako jsou eliptické integrály i např. k rychlému výpočtu číslic čísla π.